# Camille Mauclair

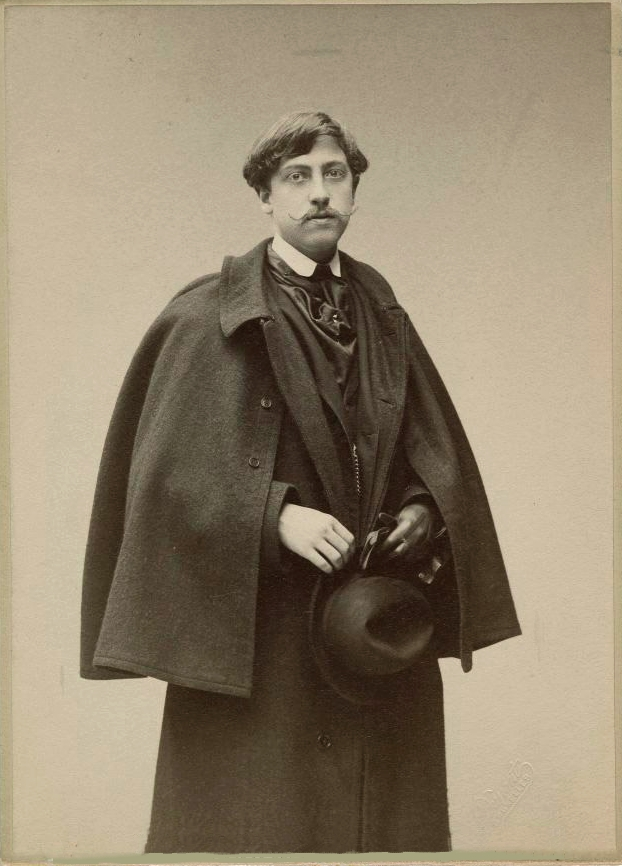
Mauclair in 1896

Camille Mauclair, pseudoniem van Camille Laurent Célestin Faust (Parijs, 29 november 1872 - 23 april 1945), was een Frans dichter, romanschrijver, essayist en criticus.

## Levensloop
Als discipel van Stéphane Mallarmé was hij een van de beste historici van het symbolisme. Als exponent hiervan werkte hij mee aan een indrukwekkend aantal tijdschriften zoals La Conque, La Revue indépendante, La Revue de Paris, La Revue de Saint-Pétersbourg, La Revue blanche, Mercure de France, Le Coq rouge, les Essais d'art libre, les Entretiens politiques et littéraires, L'Art moderne, L'Ermitage, La Société nouvelle, L'Image, La Nouvelle Revue, Revue encyclopédique, Grande Revue en Revue des revues. Hij werkte ook mee aan dagbladen, zoals L’Estafette, L'Événement, Gil Blas, La Cocarde, Le Figaro, L'Aurore en La Dépêche e de Toulouse.
Samen met Paul Fort stichtte hij een kunsttheater dat als eerste in Frankrijk het werk van Maurice Maeterlinck opvoerde (La Princesse Malaine en Pelléas et Mélisande). Met Lugné-Poe richtte hij het Théâtre de l'Œuvre op. In 1902 gaf hij bij Mercure de France de verzamelde werken uit van Jules Laforgue.
Hij werd de minnaar van Georgette Leblanc, die hem verliet om de minnares te worden van Maurice Maeterlinck.
Als criticus liet hij onder meer Richard Wagner kennen aan het Parijse publiek van melomanen. Hij schreef veel over componisten en over orkesten. Verschillende van zijn gedichten werden getoonzet, onder meer door Ernest Chausson.
Hij had een opleiding gekregen die hem de Duitse filosofen en schrijvers, onder wie Heinrich Heine, had leren kennen, maar de Duitse houding tijdens de Eerste Wereldoorlog maakte dat hij zijn sympathieën hiervoor verloor.
Onder zijn vele belangstellingspunten waarover hij schreef, waren er steden die hij bewonderde, zoals Brugge, Venetië en veel andere.
Hij was een grote tegenstander van de functionele moderne architectuur, die hij beschuldigde onpersoonlijke betonstructuren voort te brengen. Als aanklacht hiertegen schreef hij in 1934 L'architecture va-t-elle mourir ?.

## Aanhanger van het Vichyregime en antisemiet
Tijdens de Tweede Wereldoorlog was hij een aanhanger van Philippe Pétain en van het regime van Vichy. Hij werkte af en toe mee aan de pro-Duitse krant Le Matin van Maurice Bunau-Varilla. Hij schreef hierin enkele hevig antisemitische artikels. In 1944 werd hij op de zwarte lijst geplaatst van collaborerende auteurs.
Hij ontsnapte aan verdere vervolging door zijn overlijden.

## Publicaties

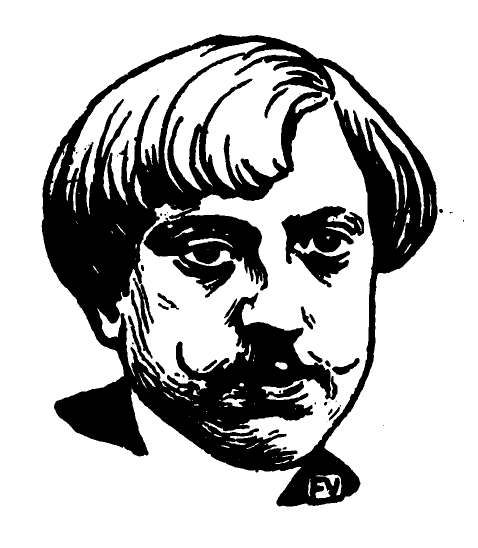
Portret van Camille Mauclair door Felix Vallotton, verschenen in 1898 in Le Livre des masques door Remy de Gourmont.

### Gedichten
- Sonatines d’automne, 1894.
- Le Sang parle, 1904.
- Émotions chantées, 1926.

### Romans en verhalen
- Couronne de clarté, 1895.
- L'Orient vierge, roman épique de l'an 2000, 1897.
- Les Clefs d'or, 1897.
- Le Soleil des morts, 1898.
- L’Ennemie des rêves, 1899.
- Les Mères sociales, 1902.
- Le Poison des pierreries, 1903.
- Les Danaïdes, 1903.
- La Ville lumière, 1904.
- Le Mystère du visage, 1906.
- L'Amour tragique, 1908.
- Les Passionnés, 1911
- Au pays des blondes, 1924
- Étreindre, 1925.
- La Peur bleue, in Fouilles archéobibliographiques (Fragments), Bibliogs, 2015.

### Andere geschriften
- Éleusis, causeries sur la cité intérieure, 1894.
- Jules Laforgue, 1896.
- L'Art en silence : Edgar Poë, Mallarmé, Flaubert lyrique, le symbolisme, Paul Adam, Georges Rodenbach, Besnard, Puvis de Chavannes, Félicien Rops, le sentimentalisme, etc., 1901
- Les Camelots de la pensée, 1902.
- Fragonard, Biographie critique, illustrée de vingt-quatre reproductions hors texte, Parijs, H. Laurens, 1904.
- L'Impressionnisme, son histoire, son esthétique, ses maîtres, 1904
- Idées vivantes : Auguste Rodin, Eugène Carrière, Sada Yacco en Loïe Fuller ; la religion de l'orchestre : l'identité et la fusion des arts, etc., 1904.
- De Watteau à Whistler, 1905.
- Trois Femmes de Flandre, 1905.
- Jean-Baptiste Greuze, 1906.
- Schumann, 1906.
- Trois crises de l'art actuel, 1906.
- La Beauté des formes, 1909.
- Victor Gilsoul, 1909.
- Eugène Delacroix, 190.9
- Essais sur l'émotion musicale. La Religion de la musique, 1909.
- Études sur quelques artistes originaux. Louis Legrand (1863-1951), peintre et graveur, 1910.
- Essais sur l'amour. De l'amour physique, 1912.
- Histoire de la musique européenne: 1850-1914: les hommes, les idées, les œuvres, 1914.
- Albert Besnard', l'homme et l'œuvre, Paris, Delagrave, 1914.
- Le Vertige allemand, histoire du crime délirant d'une race, 1916.
- Charles Baudelaire: sa vie, son art, sa légende, 1917.
- Auguste Renoir, l'homme et l'œuvre, 1918.
- Essais sur l'émotion musicale. Les Héros de l'orchestre, 1919.
- Pour l'Arménie libre, pages écrites au cours de la grande guerre, 1919.
- Antoine Watteau (1684-1721), 1920.
- L'Art indépendant français sous la Troisième République (peinture, lettres, musique), 1919.
- Essais sur l'amour. La magie de l'amour, 1921.
- Paul Adam, 1862-1920, 1921.
- Servitude et Grandeur littéraires, souvenirs d'arts et de lettres de 1890 à 1900, le symbolisme, les théâtres d'avant-garde, peintres, musiciens, l'anarchisme et le dreyfusisme, l'arrivisme, etc., 1922.
- Florence : l'histoire, les arts, les lettres, les sanctuaires, l'âme de la cité, 1923.
- Claude Monet, 1924.
- La Vie de Sainte Claire d'Assise, d'après les anciens textes, 1924.
- Marie Duhem, Rémy Duhem, 1924.
- L'Art et le ciel vénitiens, 1925.
- Le Génie d'Edgar Poë : la légende et la vérité, la méthode, la pensée, l'influence en France, 1925.
- Histoire de la miniature féminine française: le dix-huitième siècle, l'Empire, la Restauration, 1925.
- Le Mont Saint-Michel, 1927.
- Les Musées d'Europe. Le Luxembourg, 1927.
- La Vie amoureuse de Charles Baudelaire, 1927
- Naples l'éclatante, Capri, Amalfi, Sorrente, Paestum, Pompéi, Herculanum, 1928, illustrations de Pierre Vignal.
- Le Charme de Bruges, 1928.
- Henri Le Sidaner, 1928.
- Puvis de Chavannes, 1928.
- Les Musées d'Europe. Lyon (le Palais Saint-Pierre), 1929.
- La Farce de l'art vivant. Une campagne picturale. 1928-1929, 1929.
- Les Métèques contre l'art français, La Farce de l'art vivant, tome II, 1930.
- Le Charme de Venise, 1930.
- Corot, 1930.
- Jules Chéret, 1930.
- Fès, ville sainte, 1930.
- La Vie humiliée de Henri Heine, 1930
- Un siècle de peinture française : 1820-1920, 1930.
- Préface de L'Oiseau chez lui - Livre couleur du temps de Roger Reboussin, 1930.
- Le Charme de Versailles, 1931.
- Princes de l'esprit : Poë, Flaubert, Mallarmé, Villiers de l'Isle-Adam, Delacroix, Rembrandt, etc., 1931.
- Au Soleil de Provence. L'Azur et les Ifs. Cannes. Antibes. Grasse. Le Var et la Vésubie. La Montagne. La Vie champêtre en Basse-Provence. La Terre antique et médiévale, 1931.
- Le Greco, 1931.
- Fernand Maillaud, peintre et décorateur, 1932.
- La Majesté de Rome, 1932.
- Le Génie de Baudelaire : poète, penseur, esthéticien, 1933.
- Les Couleurs du Maroc, 1933.
- Rabat et Salé, 1934.
- Le Pur Visage de la Grèce, 1934
- La Crise du « panbétonnisme intégral ». L'Architecture va-t-elle mourir ?, Paris, Nouvelle Revue Critique, 1934.
- Jean-Baptiste Greuze et son temps, Parijs, Albin Michel, 1935.
- L'Âpre et Splendide Espagne, 1935.
- La Provence, 1935.
- Mallarmé chez lui, 1935.
- Les Douces Beautés de la Tunisie, 1936.
- W. H. Singer Jr. Peintre américain, 1936.
- Visions de Rome, 1936.
- Visions de Florence, 1937.
- L'Ardente Sicile, 1937.
- Degas, 1937.
- Le Cycle de la Méditerranée. L'Égypte, millénaire et vivante, 1938.
- Le Charme des petites cités d'Italie. Pavie, Crémone, Plaisance, Parme, Mantoue, Sirmione, Vérone, Vicence, Padoue, 1939.
- Turner, 1939. Hyperion Press, Paris; in english: Evelyn Byam Shaw
- De Jérusalem à Istanbul, 1939.
- La Sicile, 1939.
- Normandie, 1939.
- La Hollande, 1940.
- Le Secret de Watteau, 1942.
- Cités et paysages de France, 1944.
- Claude Monet et l'impressionnisme, 1944.
- Auguste Rodin, l'homme et l'œuvre, z.d.
- Léonard de Vinci, z.d.